# 林在培
林在培（1954年2月20日—），臺灣男歌手與男演員，生於臺北市內湖區，籍貫浙江鄞县。

## 生平
與妻子紫琳同是台視新人獎歌唱比賽出身，後成為台視基本歌星，轉往戲劇演出發展頗為成功，並曾獲得1985年第20屆金鐘獎男演員獎。2004年、2013年10月曾因酒駕判刑。曾在卓越傳播擔任公共電視節目單元劇《男女之間》製作人。

## 獎項紀錄
| 年份   | 獲提名         | 獎項                             | 結果 |
| ------ | -------------- | -------------------------------- | ---- |
| 1985年 | 《秋潮向晚天》 | 第20屆金鐘獎男演員獎             | 獲獎 |
| 1989年 | 《生產力廣場》 | 第24屆金鐘獎教育文化節目主持人獎 | 提名 |